# Volvulella texasiana
Volvulella texasiana is een slakkensoort uit de familie van de Rhizoridae. De wetenschappelijke naam van de soort is voor het eerst geldig gepubliceerd in 1967 door Harry.